# ریچارد راوالومانانا
ریچارد راوالومانانا (انگلیسی: Richard Ravalomanana؛ زادهٔ ۱۴ دسامبر ۱۹۵۹) سیاست‌مدار اهل ماداگاسکار است. وی از ۲۷ اکتبر ۲۰۲۳ تا ۱۶ دسامبر ۲۰۲۳ رئیس‌جمهور موقت ماداگاسکار بود.